# Sør-Varangers kommun
Sør-Varangers kommun (norska: Sør-Varanger kommune, nordsamiska: Mátta-Várjjaga gielda) är en kommun i Finnmark fylke i norra Norge. Kommunen är den befolkningsmässigt näst största kommunen i fylket. Centralort är staden Kirkenes.

## Historia
Förr bodde skoltsamer (östsamer) i området. Ryssarna tog viss kontroll över området och omvände skoltsamerna till den ortodoxa kyrkan. 1826 kom Norge och Ryssland överens om gränsen. Efter det flyttade norrmän in i Pasvikdalen och drev jordbruk. 1906 öppnades driften av järngruvan Bjørnevatn vilket skapade många arbetstillfällen och många norrmän flyttade till kommunen.

### Administrativ historik
Sør-Varangers kommun grundades 1858 genom en delning av Vadsø kommun.

## Geografi
Sør-Varangers kommun gränsar till Finland och Ryssland. Den är den enda i Norge med gräns mot Ryssland, och den ena av två kommuner med riksgräns mot två olika länder (den andra är Storfjords kommun).
I området rinner älven Neiden som är en oreglerad smålaxälv. Älven är en av de viktigaste i Finnmark fylke och har status som nationalälv. Varje år fångas cirka 6-8 ton lax i älven.
I den södra delen av kommunen, vid Treriksröset, finns Øvre Pasvik nationalpark.

## Kommunikationer
Både Europaväg 6 och båtlinjen Hurtigruten har slutpunkt i Kirkenes. Europaväg 105 ansluter vidare österut mot Murmansk i Ryssland.
Militärflygfältet Høybuktmoen har också civil trafik och ungefär 155.000 passagerare/ år. Den är en av två flygplatser i Finnmark fylke med direktflyg till Oslo. Flygplatsen fungerar som ett regionalt nav där folk som ska till mindre flygplatser i östra Finnmark byter plan.

## Kommunvapen
Kommunvapnet skapades av konstnären Sissel Sildnes och togs i bruk den 16 april 1982. De tretungade flammorna symboliserar:
- tre rikens möte - Norge, Finland och Ryssland
- tre huvudnäringar - lantbruk, gruvdrift och fiske
- tre gränsälvar - Jakobsälven, Pasvikälven och Neidenälven

## Tätorter
I Sør-Varangers kommun finns fyra tätorter:
- Bjørnevatn
- Hesseng
- Kirkenes (centralort)
- Skytterhusfjellet

## Övriga orter
- Bugøyfjord
- Bugøynes
- Neiden
- Svanvik
- Vaggatem

## Socknar
Inom Norska kyrkan motsvaras Sør-Varangers kommun av Sør-Varangers socken i Varangers prosteri i Nord-Hålogalands stift.

## Kultur
- Sør-Varanger museum, inklusive Grenselandmuseet
- Saviomuseet

## Kända personer
- John Savio, konstnär
- Vegard Ulvang, skidåkare

## Bilder

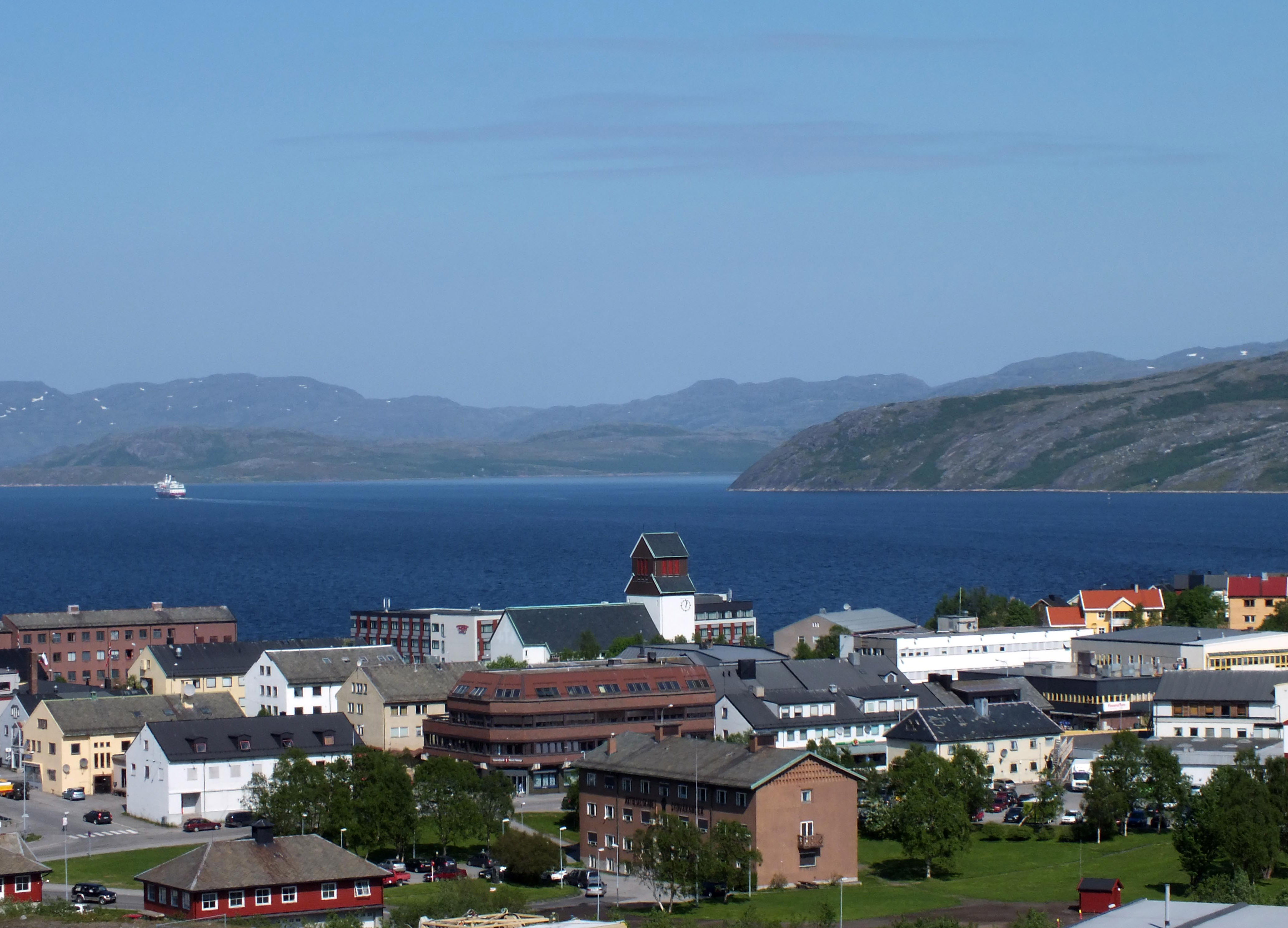
Kirkenes.
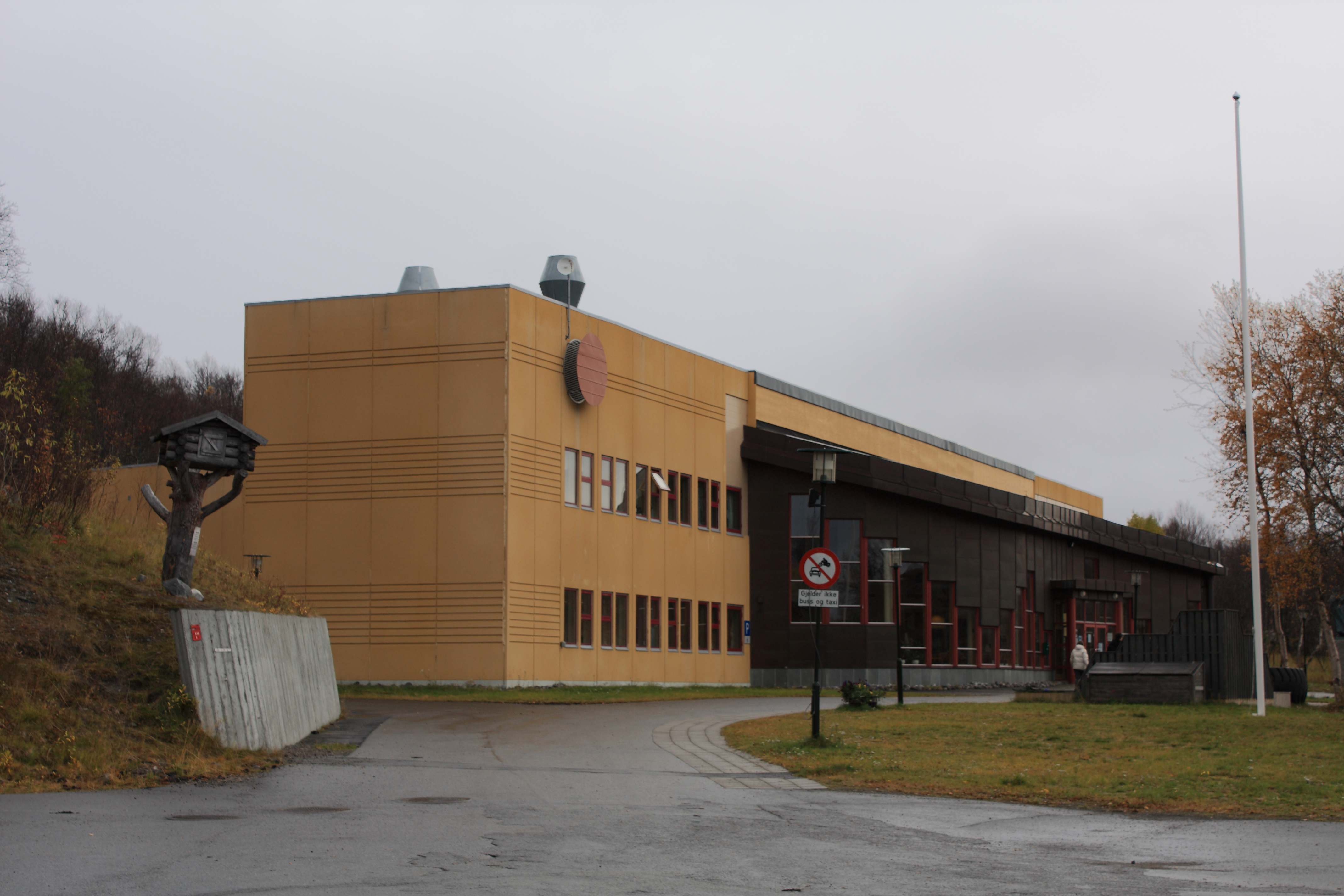
Grenslandmuseet i Kirkenes, där även Saviomuseet finns.
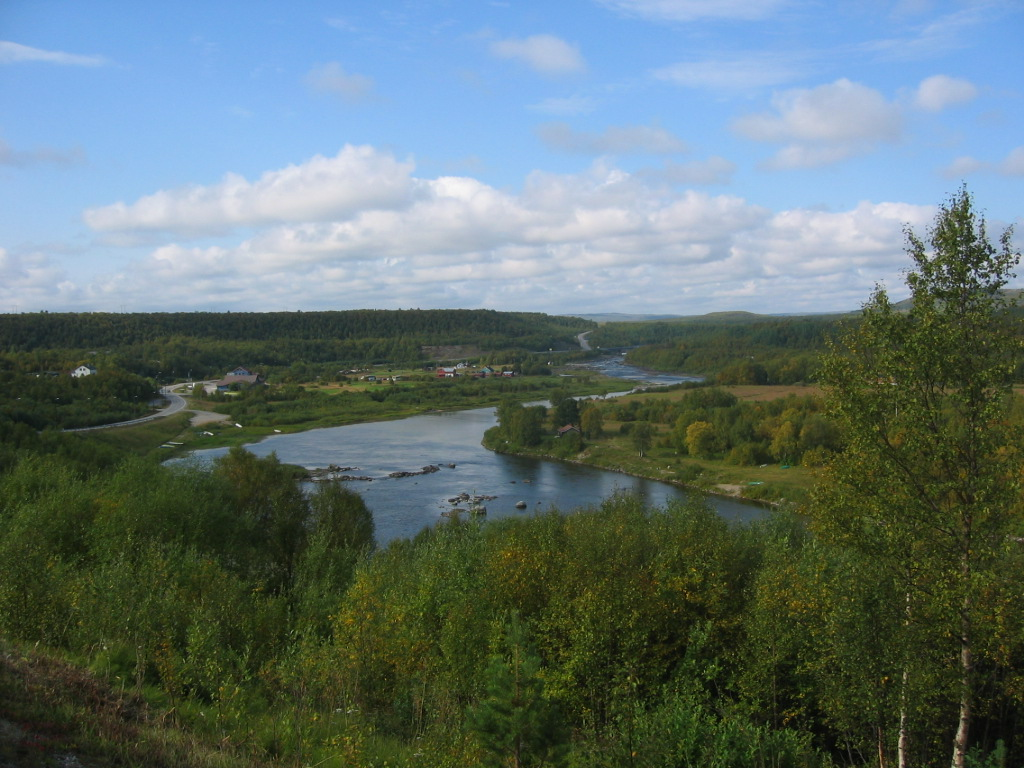
Neidenelva.